# バディ・デフランコ

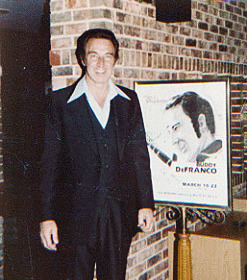
バディ・デフランコ

バディ・デフランコ（Buddy DeFranco、1923年2月17日 - 2014年12月24日）は、アメリカ・ニュージャージー州カムデン出身のジャズのクラリネット、バスクラリネット奏者。

## 略歴
ニュージャージー州カムデンで生まれたデフランコは、サウス・フィラデルフィアで育った。9歳までにクラリネットを演奏し、それから5年のうちに全国規模のトミー・ドーシー・スウィング・コンテストで優勝した。
アーティ・ショウやベニー・グッドマンなどのクラリネット奏者が率いるスウィング・ミュージックやビッグバンドが衰退したのと同じ頃に、彼はプロとしてのキャリアをスタートさせた。ほとんどのジャズ・クラリネット奏者はこの変化に適応しなかったが、デフランコはクラリネットを独占的に演奏し続け、数少ないビバップ・クラリネット奏者の一人となった。
1950年、デフランコはカウント・ベイシーのセプテットで1年間を過ごした。その後、1950年代初頭に、ピアニストのソニー・クラークやギタリストのタル・ファーロウを含む、小さなコンボを指揮した。この期間、デフランコはMGM、Norgran、ヴァーヴでレコーディングを行った。後者の2つのレーベルは、ノーマン・グランツが所有していた。
1960年から1964年の間に、デフランコはアコーディオン奏者のトミー・グミナと共同リーダーとして4枚の革新的なカルテット・アルバムをリリースしている。
1966年から1974年までグレン・ミラー・オーケストラのバンドリーダーを務め、「世界的に有名なグレン・ミラー・オーケストラ・バディ・デフランコ監督」という名称で活動するようになった。彼はまた、ジーン・クルーパ、アート・ブレイキー、トミー・ドーシー、カウント・ベイシー、チャーリー・バーネット、アート・テイタム、オスカー・ピーターソン、レニー・トリスターノ、ドド・マーマローザ、テリー・ギブス、チャーリー・パーカー、ディジー・ガレスピー、マイルス・デイヴィス、エディ・ダニエルズ、プッテ・ウィックマン、ビリー・ホリデイなど多数と共演し、リーダーとして数十枚のアルバムをリリースした。
2014年12月24日、フロリダ州パナマシティの病院で死去。91歳没。

## 受賞歴
デフランコは、『ダウン・ビート』誌から20個の賞、『メトロノーム』誌から9つの賞、そして16個のプレイボーイ・オール・スターズ賞を受賞した。 

## ディスコグラフィ

### リーダー・アルバム
- 『オダリスク』 - The Progressive Mr. DeFranco (1954年、Norgran)
- 『プリティ・ムーズ』 - Pretty Moods (1954年、Norgran)
- 『枯葉』 - The Artistry of Buddy DeFranco (1954年、Norgran)
- 『プレイ・ガーシュウィン』 - Buddy DeFranco and Oscar Peterson Play George Gershwin (1954年、Norgran) ※with オスカー・ピーターソン
- The Buddy DeFranco Wailers (1956年、Norgran)
- 『風と共に去りぬ』 - Buddy DeFranco (1956年、MGM)
- 『スウィート・アンド・ラヴリー』 - Sweet and Lovely (1956年、Verve)
- 『イン・ア・メロウ・ムード』 - In a Mellow Mood (1956年、Norgran)
- 『ミスター・クラリネット』 - Mr. Clarinet (1956年、Norgran)
- 『ジャズ・トーンズ』 - Jazz Tones (1956年、Norgran)
- 『ホーリー・キャッツ』 - Wholly Cats (1957年、Verve)
- 『プレイズ・ベニー・グッドマン』 - Buddy DeFranco Plays Benny Goodman (1957年、Verve)
- 『マリガン＝ベイカー＝デフランコ』 - Chet Baker Gerry Mulligan Buddy DeFranco (1957年、GNP) ※with チェット・ベイカー、ジェリー・マリガン
- 『アート・テイタム〜バディ・デフランコ・クヮルテット』 - The Art Tatum Buddy DeFranco Quartet (1958年、Verve)
- Cross Country Suite (1958年、Dot)
- Generalissimo (1958年、Verve)
- 『バディ・デフランコ&オスカー・ピーターソン・カルテット』 - Buddy DeFranco and the Oscar Peterson Quartet (1958年、Verve)
- 『ライヴ・デイト』 - Live Date! (1958年、Verve)
- 『プレイズ・アーティ・ショウ』 - Buddy DeFranco Plays Artie Shaw (1958年、Verve)
- 『クッキング・ザ・ブルース』 - Cooking the Blues (1958年、Verve)
- Bravura (1959年、Verve)
- Pacific Standard Swingin'! Time (1960年、Decca) ※with トミー・グミナ
- Presenting (1961年、Mercury) ※with トミー・グミナ
- Kaleidoscope (1962年、Mercury) ※with トミー・グミナ
- Pol.Y.Tones (1963年、Mercury) ※with トミー・グミナ
- The Girl from Ipanema (1964年、Mercury) ※with トミー・グミナ
- 『ブルース・バッグ』 - Blues Bag (1965年、Vee Jay)
- Crosscurrents (1972年、Capitol) ※with レニー・トリスターノ
- 『フリー・セイル』 - Free Sail (1974年、Choice)
- Black Magic (1975年、Shamrock) ※with ヘレン・フォレスト
- Love Affair with a Clarinet Vol. 2 (1976年、Famous Solos)
- Sessions, Live (1976年、Callipe)
- 『ボリンキン』 - Borinquin (1976年、Sonet)
- 『ザ・グレイト・エンカウンター』 - The Great Encounter (1977年、Progressive) ※with タル・ファーロウ
- 『ウォーターベッド』 - Waterbed (1978年、Choice)
- Buddy DeFranco with Jim Gillis (1978年、Classic Jazz)
- 『クローズド・セッション』 - Closed Session (1979年、Verve)
- Buddy DeFranco (1980年、Famous Solos)
- 『ライク・サムワン・イン・ラヴ』 - Like Someone in Love (1980年、Progressive)
- Jazz Party: First Time Together (1981年、Palo Alto) ※with テリー・ギブス
- 『クール&クワイアット』 - Cool & Quiet (1982年、Capitol) ※with レニー・トリスターノ
- Eastern Exposure (1982年、Silver Crest)
- Buddy DeFranco Presents John Denman (1983年、Lud)
- Now's the Time (1984年、Tall Tree) ※with テリー・ギブス
- 『ミスター・ラッキー』 - Mr. Lucky (1984年、Pablo)
- 『ハーク』 - Hark (1985年、Pablo) ※with オスカー・ピーターソン
- Groovin (1985年、Hep)
- 『ライヴ・イン・シカゴ』 - Chicago Fire (1987年、Contemporary) ※with テリー・ギブス
- Garden of Dreams (1988年、ProJazz) ※with マーティン・テイラー
- Kings of Swing (1992年、Contemporary) ※with テリー・ギブス、ハーブ・エリス
- Five Notes of Blues (1992年、Musidisc)
- 『チップ・オフ・ザ・オールド・バップ』 - Chip Off The Old Bop (1992年、Concord Jazz)
- 『モダン・クラリネッツ』 - Modern Clarinets: Museum of Modern Jazz (1993年、Verve) ※with ハンク・ダミコ
- The Buenos Aires Concerts (1995年、Hep)
- Free Fall (1996年、Candid)
- You Must Believe in Swing (1997年、Concord Jazz) ※with デイヴ・マッケンナ
- Do Nothing Till You Hear from Us! (1999年、Concord Jazz) ※with デイヴ・マッケンナ
- The Champs (1999年、Gazell) ※with プッテ・ウィックマン
- Terry Gibbs and Buddy DeFranco Play Steve Allen (1999年、Contemporary)
- 『風と共に去りぬ』 - Gone with the Wind (1999年、Storyville)
- A Tribute to Benny Goodman (2001年、Contemporary)
- The Three Sopranos (2001年、hr-musik.de)
- Cookin' the Books (2003年、Arbos)

### 参加アルバム
トミー・ドーシー
- Yes Indeed! (1956年、RCA Victor)
- Tribute to Dorsey, Vol. 2 (1957年、RCA Victor)
- Tommy Dorsey's Greatest Band (1959年、20th Fox)

ライオネル・ハンプトン
- 『ライオネル・ハンプトン・クインテット・フィーチュアリング・バディ・デフランコ』 - The Lionel Hampton Quintet (1954年、Clef)
- Album #2 (1955年、Clef)
- Lionel Hampton and His All Stars (1957年、Columbia)

その他
- チャーリー・バーネット : 『スカイライナー』 - Sky Liner (1976年、MCA)
- カウント・ベイシー : 『ブルース・バイ・ベイシー』 - Blues by Basie (1956年、Columbia)
- レス・ブラウン : 『ジャズ・ソング・ブック』 - Jazz Song Book (1960年、Coral)
- エラ・フィッツジェラルド : Ella Fitzgerald Sings the Jerome Kern & Johnny Mercer Songbooks (1976年、Verve)
- スタン・ゲッツ : Stan Getz Blues (1966年、VSP)
- ビリー・ホリデイ : 『レディ・ラヴ』 - Ladylove (1962年、United Artists)
- ビリー・ホリデイ : Live in Cologne 1954 (2014年、Jazzline)
- ロルフ・キューン : Affairs (1997年、Intuition)
- ハービー・マン : Big Band Mann (1966年、VSP)
- ジョー・ネグリ : Uptown Elegance (2004年、MCG)
- フリップ・フィリップス : Flip Philllips Celebrates His 80th Birthday at the March of Jazz 1995 (2003年、Arbors)
- トゥリオ・デ・ピスコポ : Live in Zurich at Moods Club (2004年、Rai Trade)
- バディ・リッチ : Buddy Rich at JATP (1966年、VSP)